# Steve Albini
Steve Albini (ur. 22 lipca 1962 w Pasadenie, zm. 7 maja 2024 w Chicago) – amerykański muzyk, dziennikarz muzyczny, inżynier dźwięku.
Wywarł ogromny wpływ na gatunki noise rock i math rock, głównie jako gitarzysta, wokalista, autor większości tekstów i muzyki w zespołach Big Black, Rapeman i Shellac.

## Życiorys
Od pewnego momentu najbardziej aktywny był jako realizator nagrań. Uważał, że członkowie zespołu podczas sesji nagraniowej powinni być w jak najmniejszym stopniu ograniczani przez inżyniera dźwięku, który powinien się skupić na technicznej stronie nagrania. Sprzeciwiał się określaniu go jako producenta albumu – w przeciwieństwie do schematu utartego w przemyśle muzycznym w Stanach Zjednoczonych, gdzie osoba nadzorująca nagranie w dużym stopniu wpływa na ostateczny kształt albumu.
Był także przeciwnikiem kontraktów z wielkimi koncernami płytowymi, tzw. majors, które wyzyskują muzyków i starają się kształtować ich muzykę w taki sposób, by nagrania sprzedawały się jak najlepiej.
Sam Albini szacował, że jako inżynier dźwięku brał udział w nagrywaniu ponad tysiąca albumów. Większość z nich to mało znane grupy, ale są wśród nich także: Manic Street Preachers (Journal for Plague Lovers), Nirvana (In Utero), Pixies (Surfer Rosa), PJ Harvey (Rid of Me), Nine Inch Nails (The Fragile), The Jesus Lizard (m.in. Head, Goat, Liar, Down), Bush (Swallowed), Jimmy Page & Robert Plant (Walking Into Clarksdale), Medusa (In Bed With Medusa), Jon Spencer Blues Explosion (Xtra Acme), Zao (The Fear Is What Keeps Us Here).
Zmarł 7 maja 2024 roku w wieku 61 lat. Przyczyną jego śmierci był zawał serca, którego doznał w swoim studiu nagrań w Chicago.